# Philypa Phoenix
Philypa Phoenix est une actrice et chanteuse française.
Depuis 2018 elle interprète le personnage récurrent de Fatim Saghi, médecin légiste dans la série Balthazar diffusée sur TF1 aux côtés de Tomer Sisley et Hélène de Fougerolles et celui de Joséphine Vanhove, danseuse contemporaine, dans la série Osmosis diffusée sur Netflix depuis mars 2019.

## Biographie

### Jeunesse et formation
Elle est née à Rennes d'une mère bretonne et d'un père camerounais-nigérian. Enfant, elle fait ses premiers pas artistiques à l'âge de huit ans dans la compagnie de théâtre musical rennaise Légitime Folie puis pratique le théâtre trois ans au lycée Saint-Martin avec Daniel Dupont, le directeur du conservatoire de Rennes.
Elle se forme ensuite à Paris dans différents stages, tels que ceux de Jack Waltzer, Bernard Hiller, Hélène Zidi-Chéruy, Xavier Laurent et Damien Acoca.

### Carrière musicale
Elle débute dans la musique en 2006 avec le groupe Les Déesses, signé en licence chez M6 interactions. Leur premier single, On a changé, s'est vendu à plus de 150 000 exemplaires. En septembre 2007 elles reçoivent le prix de révélation de l'année aux Césaires de la musique. Le 8 mars 2008, elles se produisent en concert au Bataclan à Paris. Après un an et demi de collaboration, le groupe se sépare à la suite de conflits survenus avec leur production WUMB.
En juillet 2014, en collaboration avec le groupe Face C, Philypa sort l'EP Crackers aux inspirations jazzy, soul, hip-hop dont elle a écrit certains textes et interprète les chansons. En 2020, elle écrit et interprète le titre "La Dolce Vita", composé par le producteur danois Esben Thornhal, titre spécialement créé pour l'épisode final de la saison 3 de Balthazar.

### Télévision et cinéma
Elle commence sa carrière à la télévision, en jouant dans diverses séries comme Plus belle la vie, RIS police scientifique, Joséphine, ange gardien ou encore Cherif. Depuis 2018, elle incarne Fatim Saghi, jeune médecin légiste à l'IML de Paris dans la série à succès Balthazar diffusée sur TF1, aux côtés de Tomer Sisley, Hélène de Fougerolles et Côme Levin. Elle met à profit ses talents de chanteuse, en interprétant son propre titre "La Dolce Vita" dans l'épisode final de la saison 3. En 2020 et à la suite de très bonnes audiences, la chaîne commande une quatrième saison de la série.
En 2019, elle incarne Joséphine Vanhove dans la série Netflix Osmosis. Elle joue une danseuse contemporaine aux côtés d'Hugo Becker, dans un univers de science-fiction où il est possible de trouver son âme-sœur grâce à la technologie.
Parallèlement, elle poursuit sa carrière au cinéma, notamment dans la comédie policière Le Mystère Henri Pick. En 2021, elle est à l'affiche du film Mystère à Saint-Tropez.

## Filmographie

### Cinéma

#### Longs métrages
- 2014 : Reception (Save the date), Gilles Verdiani : Orianne
- 2017 : Jour J, Reem Kherici : Maquilleuse
- 2018 : Chacun pour tous, Vianney Le Basque : Amie de Rose
- 2019 : Le Mystère Henri Pick, Rémi Bezançon : Wendy Bellamy
- 2021 : Les Vedettes, Jonathan Barré : Présentatrice JT
- 2021 : Mystère à Saint-Tropez[11], Nicolas Benamou : Angela

#### Courts métrages
- 2011 : Pussy Talks, Lionel N'kouka
- 2013 : Julia, Bruno Chansou
- 2013 : Idéal, Bruno Chansou
- 2013 : Aude, Bruno Chansou
- 2016 : La Gentille Poupée, par Bruno Chansou
- 2016 : Pas de rêve pas de baise, Sabrina Amara
- 2017 : Pas celle qu'on croit, par Bruno Chansou
- 2017 : Entre Chiens Et Louves, Stève Siracuse
- 2017 : Pas À Pas, Corentin Coëplet and Julien Bossenie
- 2021 : Cliché Reflection of a Silhouette, Jesper Skoubølling[12]

### Télévision

#### Séries télévisées
- 2007 : Baie des flamboyants (Caméo avec Les Déesses)
- 2011 : Plus belle la vie de Didier Albert : Fatou
- 2012 : R.I.S. Police scientifique de René Manzor : Kim
- 2012 : Le jour où tout a basculé de Thierry Esteves Pinto : Sidonie
- 2014 : Life ! de Vincent Gilliet : Emma (saison 1)
- 2015 : Section de recherches de Didier Delaître : Alice Torres (saison 9, épisode 3 : Une femme de trop)
- 2016 : Joséphine, ange gardien de Stephan Kopecky : Mme Saldès (saison 17, épisode 1 : Le secret de Gabrielle)
- 2016 : Tandem d'Emmanuel Rigaut : Sybille Renaudin
- 2017 - 2018 : Chérif : Noémie Fouchet
- 2018 : Mathieu Madénian et Thomas VDB au bord de la crise de nerfs de Julien Carpentier : Ex copine (épisode 3 : Les ex qui reviennent juste comme ça)
- 2018 - 2023 : Balthazar de Clothilde Jamin et Clélia Constantine : Fatim Saghi
- 2019 : Ce soir c’est Palmashow de Jonathan Barré : Petite amie / Maman
- 2019 : Osmosis : Joséphine Vanhove (série Netflix, saison 1)
- 2020 : Grand Hôtel : Yaël (saison 1)
- 2021 : Face à Face de July Hygreck et Julien Zidi : Elodie Roulier
- 2023 : Ce soir c’est Palmashow 2 de Grégoire Ludig et David Marsais : Shine
- 2023 : Follow de Louis Farge : Capucine de Warre
- 2023 : Tout cela je te le donnerai de Nicolas Guicheteau : Elisa
- 2023 : Le Fil d'Ariane de Jason Roffé : Capucine
- 2024 : Commandant Saint-Barth de Denis Thybaud : George Mondésir
- 2024 : Section de recherches (saison 17, épisodes 1 + 2 : Le 12e passager)
- 2024 : Camping Paradis : Margaux (saison 15, épisode 2 : Clair de lune au camping)

#### Téléfilms
- 2020 : T'en fais pas, je suis là[13] réalisé par Pierre Isoard : Laura
- 2022 : La Vengeance sans visage de Claude-Michel Rome : lieutenante France Pleven

### Clips
- 2006 : Elles demandent du Zouk, Medhy Custos
- 2006 : Liputa, Fally Ipupa
- 2007 : Danse avec moi, Les Déesses
- 2007 : On a changé, Les Déesses
- 2008 : Saveurs exotiques, Les Déesses feat. Myma Mendhy
- 2009 : Cadenas, Fally Ipupa
- 2013 : Flawless, Beyoncé, réalisé par Jake Nava
- 2016 : I feel so bad[14], Kungs

### Publicités
- 2011 : EDF, Renault Twizy
- 2012 : Renault RS
- 2014 : Crossknowledge, Spotify
- 2015 : Keralong, BNP Paribas, La Halle Denim, Randstad, Google
- 2016 : Subway, FDJ, SFR Red, Givenchy, Breitling, Hello bank, Undiz
- 2017 : Domino’s Pizza, Unibet[15], Exaprint, La Halle
- 2018 : Taxi G7 Green réalisé par Cédric Jimenez, Wiko
- 2019 : Mon Compte Formation - Ministère du Travail
- 2021: GENESIS - Designed for your mind réalisé par Anton Tammi

## Discographie

### Album
- 2007 : Les Déesses, Saveurs exotiques

### EP
- 2014 : Crackers, Face C

### Singles
- 2007 : Les Déesses, On a changé
- 2008 : Les Déesses, Danse avec moi
- 2008 : Les Déesses, Saveurs exotiques
- 2020 : La Dolce Vita[10]

## Distinctions
- 2007 Les Déesses, Victoire aux Césaires de la musique, Révélations de l'année[8]
- 2020 Best Short Film - Cliché Reflection of a Silhouette, Kosice International Monthly Film Festival[16]
- 2020 2nd Best Director Short Film - Cliché Reflection of a Silhouette, Kosice International Monthly Film Festival[16]